# 尼尔·格思里
尼尔·格思里（英語：Niall Guthrie，1988年4月21日—），旧姓威廉斯（Williams），新西兰女子七人制橄榄球运动员。她曾代表新西兰国家队参加2016年夏季奥林匹克运动会七人制橄榄球比赛，获得一枚银牌。